# Surinaamse dwerggifkikker
De Surinaamse dwerggifkikker (Anomaloglossus surinamensis) is een kikkersoort uit de familie van de Aromobatidae. De soort is eerst geldig beschreven door Ouboter en Jairam in 2012. In 2018 volgde een gedeeltelijke herdefinitie van dezelfde auteurs (samen met anderen). nadat een drietal nauw verwante soorten gevonden was, A. degranvillei die al wat eerder gevonden was en A. blanci sp. nov. en A. dewynteri sp. nov.
De Surinaamse dwerggifkikker leeft in het oosten van Suriname en het westen van Frans-Guyana. In Suriname is de soort bekend van Nassau, Brownsberg, Bakhuis en Tafelberg, voornamelijk bij zeer kleine, zandige stroompjes, vaak niet meer dan een laagje water in een eenvoudige talweg. De eieren worden binnen twee meter van een stroompje in gevallen bladeren gelegd en na 13-14 dagen gaan de mannetjes de donderkopjes op hun rug  dragen. Ze laten na een dag of zes weer los om hun ontwikkeling in het water voort te zetten. De mannetjes zijn gemiddeld 14,75 mm lang en de wijfjes 16,5 mm. Ze hebben een stevig lijf met bobbels op hun rug en poten. Er loopt een roomkleurige streep van de achterzijde van hun oog die doorloopt over hun bovenarm, waar hij oranje van kleur wordt. Het trommelvlies is onduidelijk. De roep is een enkele noot die 28-37 milliseconden duurt en een frequentie van 4,55 tot 5,35 kHz heeft.